# Park Adama Mickiewicza w Poznaniu

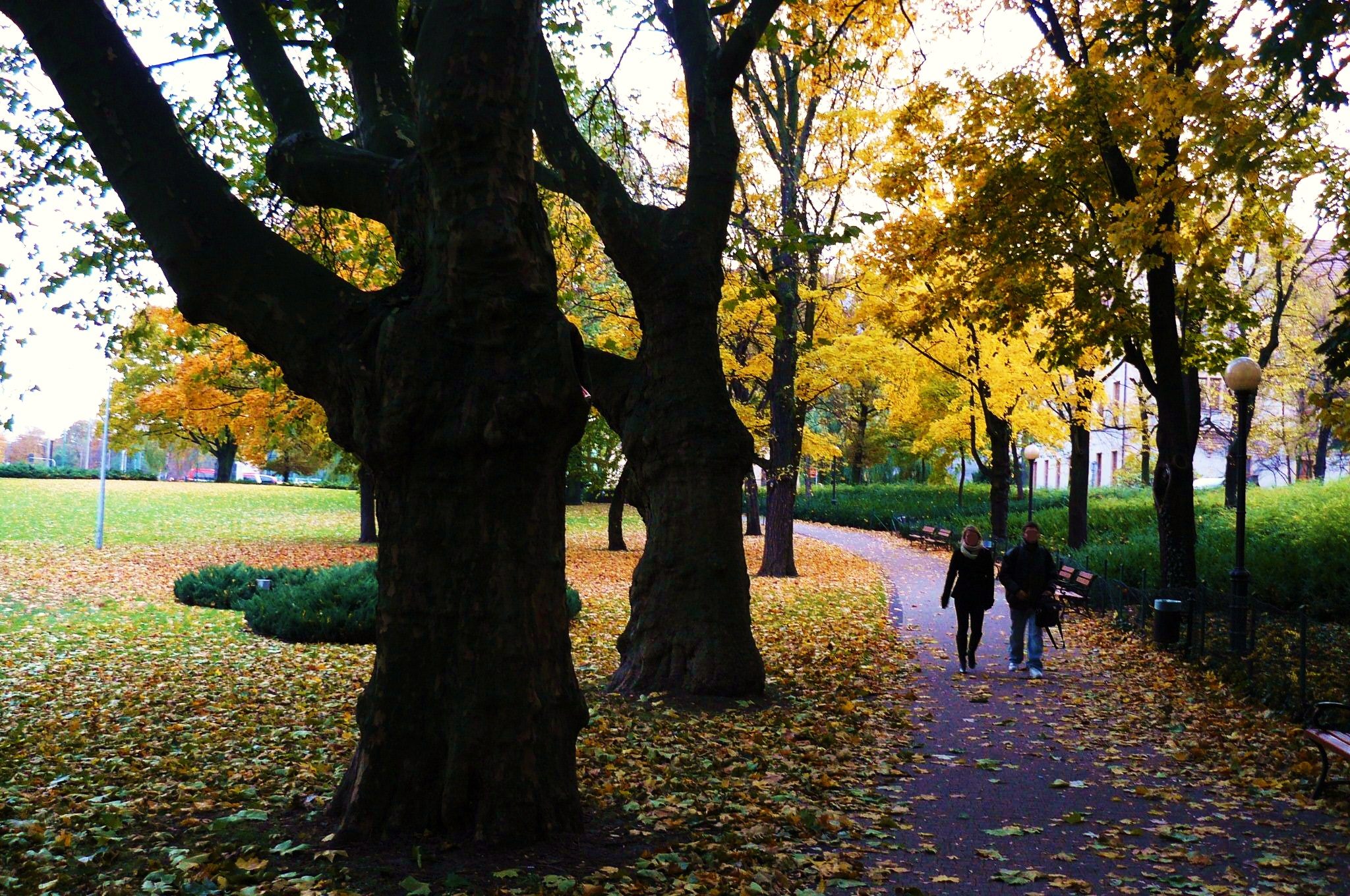
Aleja platanowa (zachodnia)

Park Adama Mickiewicza – zabytkowy park miejski w Poznaniu, leżący na terenie Dzielnicy Cesarskiej w centrum miasta. Jeden z najokazalszych parków w mieście, stanowiący jądro Dzielnicy Cesarskiej, zlokalizowany pomiędzy ulicami Fredry, Wieniawskiego, Święty Marcin i Aleją Niepodległości. 

## Historia
Projekt całości dzielnicy zrealizował Joseph Stübben w początkach XX wieku. W centrum parku znajduje się rozległa sadzawka z wysoko tryskającą fontanną (z okresu założenia, przebudowana). W północnej części zaaranżowano reprezentacyjne schody, stanowiące oprawę urbanistyczną dla perspektywy Teatru Wielkiego (początek XX wieku). W południowej części założenia, które łagodnie przechodzi w plac Adama Mickiewicza, stoją dwa pomniki: Ofiar Czerwca 1956 i Adama Mickiewicza. Dawniej stały w tym rejonie: pomnik Bismarcka (do 1919) i pomnik Najświętszego Serca Pana Jezusa (do 1939). Obie części parku (południowa i północna) łączą się ze sobą przy pomocy szpalerów platanowych, które, dzięki rozstawionym ławkom, są także strefami wypoczynku i lektury. Drzewa te w 2023 roku objęto ochroną w formie pomnika przyrody.

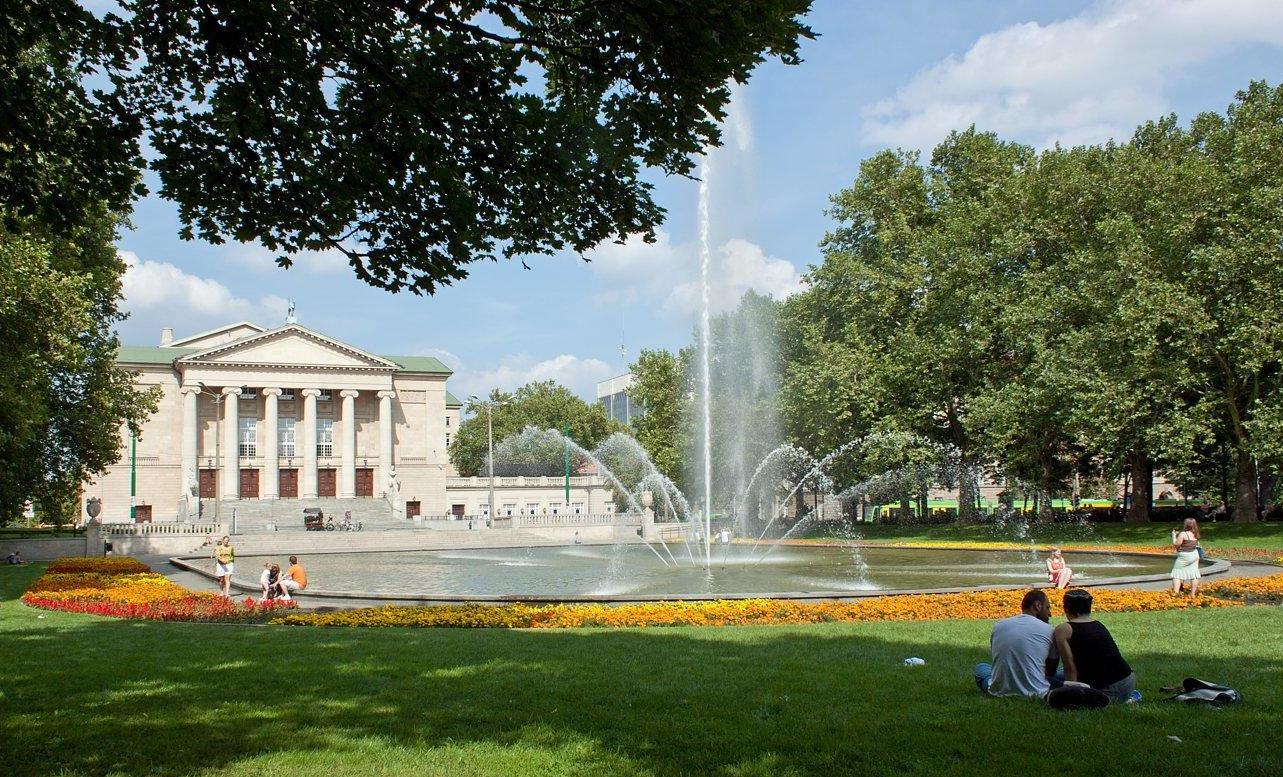
Staw w parku. Widok na Teatr Wielki

## Flora
Oprócz wspomnianych platanów, skład florystyczny parku opiera się na daglezjach, sosnach czarnych, świerkach kłujących (odmianie sinej), wiązach, dębach, grabach, klonach i lipach. Z rzadszych okazów napotkać można bożodrzew gruczołkowaty, śliwę wiśniową, wierzbę mandżurską oraz brzozę brodawkowatą.

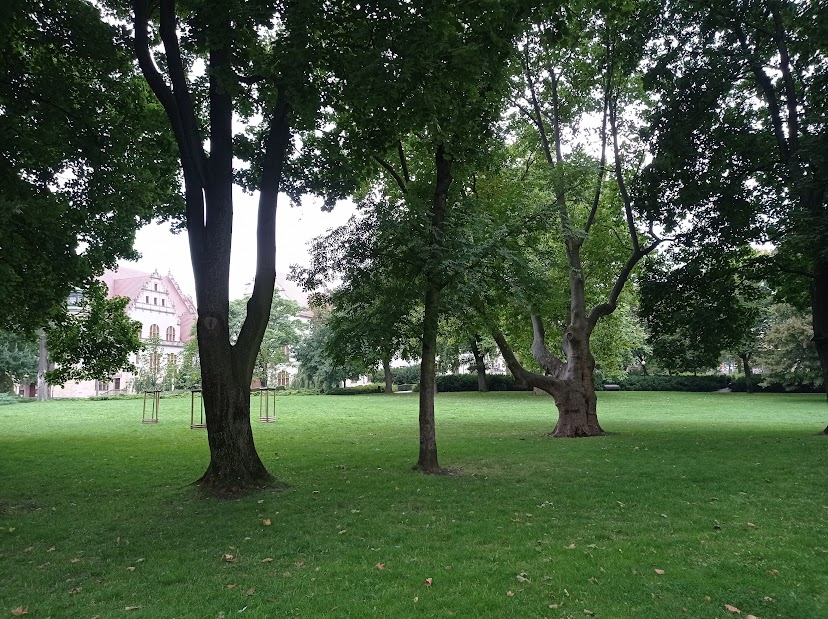
Park Adama Mickiewicza z Collegium Minus w tle

## Otoczenie
Park otaczają okazałe budowle o różnym przeznaczeniu:
- przy ul. Wieniawskiego: willa Adolfa Landsberga, gmach NOT, Instytut Higieny i Collegium Minus UAM,
- przy Alei Niepodległości: Zamek Cesarski z Ogrodem Zamkowym,
- przy ul. Fredry: Teatr Wielki.